# Stärklos
Stärklos ist ein Ortsteil der Marktgemeinde Haunetal im osthessischen Kreis Hersfeld-Rotenburg. Durch den Ort verläuft die Kreisstraße 25.

## Geschichte

### Ortsgeschichte
Die älteste bekannte schriftliche Erwähnung von Holzheim erfolgte in einer Schenkungsurkunde vom 13. August 1294, als es von den Herren von Schlitz an die Niederlassung der Johanniter in Grebenau übertragen wurde.
Von dem im 14. Jahrhundert erbauten Schlossgut sind nur noch geringe Reste vorhanden. Die Schule wurde 1924 errichtet. Das Dorfgemeinschaftshaus wurde 1965 erbaut.
Mit der Gebietsreform in Hessen verlor die Gemeinde Stärklos ihre Selbständigkeit und wurde zum 1. August 1972 durch Landesgesetz ein Ortsteil der Großgemeinde Haunetal. Für Stärklos wurde, wie für die übrigen bei der Gebietsreform nach Haunetal eingegliederten Gemeinden, ein Ortsbezirk mit Ortsbeirat und Ortsvorsteher nach der Hessischen Gemeindeordnung gebildet.

### Verwaltungsgeschichte im Überblick
Die folgende Liste zeigt die Staaten und Verwaltungseinheiten, denen Stärklos angehört(e):
- vor 1803: Heiliges Römisches Reich, Landgrafschaft Hessen-Kassel, Fürstentum Hersfeld, Amt Hauneck
- 1803–1806: Heiliges Römisches Reich, Kurfürstentum Hessen, Fürstentum Hersfeld, Amt Hauneck
- 1806–1813: Königreich Westphalen, Departement der Werra, Distrikt Hersfeld, Kanton Holzheim
- ab 1815: Kurfürstentum Hessen, Fürstentum Hersfeld, Amt Hauneck[8]
- ab 1821/22: Kurfürstentum Hessen, Provinz Fulda, Kreis Hersfeld[9][Anm. 2]
- ab 1848: Kurfürstentum Hessen, Bezirk Hersfeld
- ab 1851: Kurfürstentum Hessen, Provinz Fulda, Kreis Hersfeld
- ab 1867: Königreich Preußen, Provinz Hessen-Nassau, Regierungsbezirk Kassel, Kreis Hersfeld
- ab 1871: Deutsches Reich,  Königreich Preußen, Provinz Hessen-Nassau, Regierungsbezirk Kassel, Kreis Hersfeld
- ab 1918: Deutsches Reich, Freistaat Preußen, Provinz Hessen-Nassau, Regierungsbezirk Kassel, Kreis Hersfeld
- ab 1944: Deutsches Reich, Freistaat Preußen, Provinz Kurhessen, Landkreis Hersfeld
- ab 1945: Amerikanische Besatzungszone, Groß-Hessen, Regierungsbezirk Kassel, Landkreis Hersfeld
- ab 1946: Amerikanische Besatzungszone, Hessen, Regierungsbezirk Kassel, Landkreis Hersfeld
- ab 1949: Bundesrepublik Deutschland, Hessen, Regierungsbezirk Kassel, Landkreis Hersfeld
- ab 1972: Bundesrepublik Deutschland, Hessen, Regierungsbezirk Kassel, Landkreis Hersfeld-Rotenburg, Gemeinde Haunetal[Anm. 3]

## Bevölkerung

### Einwohnerstruktur 2011
Nach den Erhebungen des Zensus 2011 lebten am Stichtag, dem 9. Mai 2011, in Stärklos 144 Einwohner. Darunter waren 3 (2,1 %) Ausländer. Nach dem Lebensalter waren 18 Einwohner unter 18 Jahren, 48 zwischen 18 und 49, 42 zwischen 50 und 64 und 33 Einwohner waren älter. Die Einwohner lebten in 57 Haushalten. Davon waren 9 Singlehaushalte, 18 Paare ohne Kinder und 24 Paare mit Kindern, sowie 3 Alleinerziehende und 3 Wohngemeinschaften. In 18 Haushalten lebten ausschließlich Senioren und in 54 Haushaltungen lebten keine Senioren.

### Einwohnerentwicklung
| Stärklos: Einwohnerzahlen von 1834 bis 2015 | Stärklos: Einwohnerzahlen von 1834 bis 2015 | Stärklos: Einwohnerzahlen von 1834 bis 2015 | Stärklos: Einwohnerzahlen von 1834 bis 2015 | Stärklos: Einwohnerzahlen von 1834 bis 2015 |
| --- | ------------------------------------------- | ------------------------------------------- | ------------------------------------------- | ------------------------------------------- |
| Jahr |                                             |                                             |                                             | Einwohner                                   |
| 1834 | 1834                                        |                                             | 238                                         | 238                                         |
| 1840 | 1840                                        |                                             | 259                                         | 259                                         |
| 1846 | 1846                                        |                                             | 276                                         | 276                                         |
| 1852 | 1852                                        |                                             | 272                                         | 272                                         |
| 1858 | 1858                                        |                                             | 277                                         | 277                                         |
| 1864 | 1864                                        |                                             | 259                                         | 259                                         |
| 1871 | 1871                                        |                                             | 249                                         | 249                                         |
| 1875 | 1875                                        |                                             | 226                                         | 226                                         |
| 1885 | 1885                                        |                                             | 188                                         | 188                                         |
| 1895 | 1895                                        |                                             | 194                                         | 194                                         |
| 1905 | 1905                                        |                                             | 180                                         | 180                                         |
| 1910 | 1910                                        |                                             | 190                                         | 190                                         |
| 1925 | 1925                                        |                                             | 190                                         | 190                                         |
| 1939 | 1939                                        |                                             | 171                                         | 171                                         |
| 1946 | 1946                                        |                                             | 259                                         | 259                                         |
| 1950 | 1950                                        |                                             | 252                                         | 252                                         |
| 1956 | 1956                                        |                                             | 223                                         | 223                                         |
| 1961 | 1961                                        |                                             | 217                                         | 217                                         |
| 1967 | 1967                                        |                                             | 186                                         | 186                                         |
| 1970 | 1970                                        |                                             | 174                                         | 174                                         |
| 1980 | 1980                                        |                                             | ?                                           | ?                                           |
| 1990 | 1990                                        |                                             | ?                                           | ?                                           |
| 2000 | 2000                                        |                                             | ?                                           | ?                                           |
| 2011 | 2011                                        |                                             | 144                                         | 144                                         |
| 2015 | 2015                                        |                                             | 145                                         | 145                                         |
| Datenquelle: Historisches Gemeindeverzeichnis für Hessen: Die Bevölkerung der Gemeinden 1834 bis 1967. Wiesbaden: Hessisches Statistisches Landesamt, 1968. Weitere Quellen: LAGIS; Gemeinde Haunetal; Zensus 2011 |                                             |                                             |                                             |                                             |

### Historische Religionszugehörigkeit
| • 1885: | 188 evangelische (= 100 %) Einwohner                               |
| • 1961: | 189 evangelische (= 87,10 %), 26 katholische (= 11,98 %) Einwohner |

## Politik
Für Stärklos besteht ein Ortsbezirk (Gebiete der ehemaligen Gemeinde Stärklos) mit Ortsbeirat und Ortsvorsteher nach der Hessischen Gemeindeordnung. Der Ortsbeirat besteht aus fünf Mitgliedern. Bei den Kommunalwahlen in Hessen 2021 betrug die Wahlbeteiligung zum Ortsbeirat 80,19 %. Alle Kandidaten gehören der „Bürgerliste Stärklos“ an. Der Ortsbeirat wählte Hans-Jörg Lerch zum Ortsvorsteher.

## Sehenswürdigkeiten
Für die unter Denkmalschutz stehenden Objekte im Ort, siehe die Liste der Kulturdenkmäler in Stärklos.